# Gerlach (Niederlahngau)
Gerlach I. († 1018) ist in den Jahren 1002 und 1013 als Graf im Niederlahngau bezeugt.
Er war Nachfolger, wenn auch vielleicht nicht der direkte, des letzten Konradiners im Niederlahngau, Eberhard († 966), des Bruders Konrad Kurzbolds.  Urkundliche Nachweise über ihn sind sehr rar. So ist immerhin bekannt, dass König Heinrich II. am 31. Oktober 1002 „die im Lahngau in der Grafschaft des Grafen Gerlach gelegene Stadt Weilburg“ der bischöflichen Kirche von Worms vermachte.
Gerlachs Sohn Rembold war als Rembold I. von Isenburg wohl der Begründer des Grafengeschlechts von Isenburg im Westerwald.